# Manuel Pardo
Manuel Pardo y Lavalle (ur. 9 sierpnia 1834 w Limie, zm. 16 listopada 1878 tamże) – peruwiański polityk, prezydent Peru (1872-1876).

## Życiorys
Uczył się w Limie, a później na uniwersytetach w Barcelonie i Paryżu, w 1853 wrócił do Peru, po czym zaczął pisać eseje, dzięki którym zyskał reputację czołowego rzecznika peruwiańskiego nacjonalizmu. W 1866 pełnił urząd ministra skarbu, później był prezesem prestiżowego publicznego towarzystwa dobroczynnego w Limie, a 1869-1870 burmistrzem Limy. Założył Partię Obywatelską, z ramienia której w 1872 został wybrany prezydentem. Dążył do uchwalenia programu zmniejszenia wydatków wojskowych, reformy administracji m.in. przez decentralizację rządu, rozwijania edukacji publicznej, ograniczenia udziału duchownych w rządzie i rozwoju ekonomicznego planowanego przez państwo, upaństwowił przemysł saletrzany. Utworzył publiczne szkoły zawodowe, w tym jedną dla rdzennej młodzieży, i założył college'e mające szkolić nauczycieli i nauczycielki, górników i inżynierów. Nakazał utworzyć nowe wydziały nauk politycznych i administracyjnych na Narodowym Uniwersytecie Świętego Marka. Poważnie ograniczył rozmiar rządowej biurokracji i armii i zorganizował cywilną gwardię narodową mającą być przeciwwagą dla zawodowej armii. Podjął też program kolonizacji wewnętrznej kraju. Nie udało mu się jednak przezwyciężyć skutków kryzysu gospodarczego i finansowego, spowodowanego m.in. wojną peruwiańsko-hiszpańską (1866-1871). W 1876 ustąpił na rzecz kandydata wojskowego Mariano Ignacio Prado w celu uspokojenia obaw żołnierzy przed polityczną izolacją kraju. W 1878 został przewodniczącym Senatu. Wkrótce potem został zamordowany przez sierżanta Melchora Montoyę.